# 浮気成金
『浮気成金』(No, No, Nanette) は、1930年のアメリカ合衆国のプレ・コード期のテクニカラーによるミュージカル・コメディ映画。
クラランス・G・バッジャーが監督し、ファースト・ナショナル・ピクチャーズよりリリースされた。オットー・ハーバックとフランク・マンデルによる戯曲『ノー・ノー・ナネット』の映画化である。『ノー・ノー・ナネット』はハリー・フレイジーのプロデュースおよび演出によるブロードウェイで人気の舞台で、321回上演された。

## ストーリー
聖書出版業の大富豪ジム・スミス(ルシアン・リトルフィールド)は非常に倹約家のスー(ルイーズ・ファゼンダ)と結婚している。2人は後見人としてナネット(バーニス・クレア)を上品なレディに育て上げるのに熱心である。ナネットはニュージャージー州アトランティックシティで何か楽しみを見つけようとし、トム・トレイナー(アレクサンダー・グレイ)に言い寄られる。
経済的に大変余裕のあるジムは3人の女性の支援者となることにするが、この善意がトラブルを引き起こす。友人で弁護士のビル(バート・ローチ)に、徐々に女性たちを遠ざけるように手配してくれるよう依頼する。スーと、ビリーの妻ルシル(リリアン・タッシュマン)は女性たちの存在を知り、それぞれの夫が女性たちと浮気をしているものと思い込む。
ジムとビルは真相を明かし、妻の許しを得る。ナネットとトムは困難を乗り越え、結婚を決める。

## キャスト
- ナネット：バーニス・クレア
- トム・トレイナー：アレクサンダー・グレイ
- ジム・スミス：ルシアン・リトルフィールド
- スー・スミス：ルイーズ・ファゼンダ
- ルシル：リリアン・タッシュマン
- ビル・アーリー：バート・ローチ
- ポーリン：ザス・ピッツ
- ベティ：ミルドレッド・ハリス
- ブレイディ：ヘンリー・ストックブリッジ
- フローラ：ジョスリン・リー

## 楽曲
- No, No, Nanette — ヴィンセント・ユーマンス(作曲)、オットー・ハーバック(作詞)
- 二人でお茶を Tea for Two — ヴィンセント・ユーマンス(作曲)、アーヴィング・シーザー(作詞)
- I Want to Be Happy — ヴィンセント・ユーマンス(作曲)、アーヴィング・シーザー(作詞)
- King of the Air — アルフレッド・ブライアン、エド・ウォード作詞作曲
- Dancing to Heaven — アルフレッド・ブライアン、エド・ウォード作詞作曲
- As Long As I'm With You — グラント・クラーク、ハリー・アクスト作詞作曲
- Dance of the Wooden Shoes — ネッド・ワシントン、ハーブ・マジソン、マイケル・クリアリー作詞作曲

## フィルム
2015年のジョージ・イーストマン博物館による書籍「The Dawn of Technicolor, 1915-1935」によるとBFIナショナル・アーカイブスに部分的ではあるが35mmのナイトレートフィルムが160フィート保存されている。

## 興行収入
ワーナー・ブラザースの記録によると、アメリカ国内で$839,000、国外で$612,000の興行収入があった。